# Callona praestans
Callona praestans är en skalbaggsart som först beskrevs av Thomas Casey 1912.  Callona praestans ingår i släktet Callona och familjen långhorningar. Inga underarter finns listade.